# Fabrik

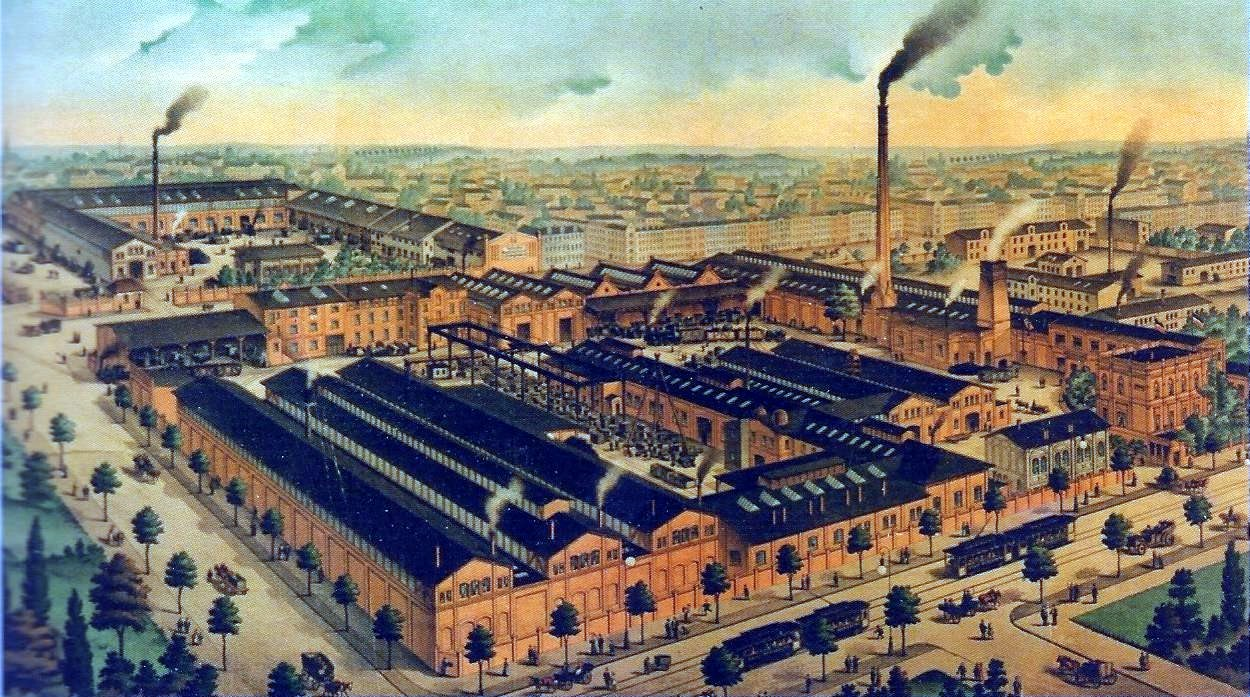
Hallesche Maschinenfabrik und Eisengießerei A.G. (1903)

Eine Fabrik (von lateinisch fabricare ‚anfertigen‘; auch Werk genannt) ist eine Produktionsstätte im industriellen Maßstab, die auch unter der Bezeichnung Industriebetrieb eine größere Anzahl unterschiedlicher Arbeitsvorgänge vereinigt und wesentlich mit Hilfe von Maschinen, Produktionsmitarbeitern und einer Betriebsführung Erzeugnisse herstellt. Den Besitzer oder Betreiber einer Fabrik nannte man früher „Fabrikant“, heute meist Unternehmer oder in der Großindustrie auch Industrieller. Der Gebäudekomplex, in dem produziert wird, ist eine „Fabrik“.
Im 15. Jahrhundert wurden Festungen in Ghana an der Goldküste, in denen Sklaven durch die Portugiesen für die Überführung nach Amerika untergebracht und vorbereitet wurden, auch als Fabriken bezeichnet.

## Fabrik und Manufaktur
Unterschieden wird die Fabrik von der Manufaktur, in der die maschinelle Ausrüstung meist nur geringfügig ist und vor allem von Hand bei großer sequentieller Arbeitsteilung gearbeitet wird. Hierbei ist es für die Beschäftigten auch oft möglich, in Heimarbeit zu produzieren. Die materielle Einrichtung einer Fabrik hingegen besteht zu einem erheblichen Teil aus Maschinen (buchhalterisch das Anlagevermögen), was eine Steigerung der Produktivität ermöglicht. Mit zunehmender Bürokratisierung und Arbeitsteilung wurde der Begriff „Fabrik“ durch „Werk“ oder „Betrieb“ ersetzt.

## Geschichte
In der Frühzeit der Bildung von Manufakturen (noch während des Zunftwesens) wurden diese staatlich gefördert, da man in ihnen die Möglichkeit sah, die Ausfuhr wertvoller Fabrikate zu erhöhen und dringend benötigtes Bargeld einzunehmen. Der eigentliche Aufschwung des Fabrikwesens und hiermit der Übergang von Manufakturen zu Fabriken beginnt mit dem Aufkommen leistungsfähiger mechanischer Vorrichtungen im späten 18. Jahrhundert, dem Beginn der Industrialisierung. Diese Entwicklung begann um 1770 im mittelenglischen Cromford mit der Erfindung der Waterframe durch Richard Arkwright. 1783 gründete der Elberfelder Geschäftsmann Johann Gottfried Brügelmann mit der Textilfabrik Cromford in Ratingen die erste Fabrik auf dem Kontinent. Die 1801 bei Wülflingen (heute Stadtteil von Winterthur) gegründete Spinnerei Hard war die erste Fabrik in der Schweiz.
In den folgenden Jahrzehnten beschleunigten die weitere Mechanisierung der Arbeit mit Maschinen und insbesondere der zunehmende Einsatz von Dampfmaschinen die Industrialisierung und Verbreitung der neuzeitlichen Fabrik.
Die Einrichtung und Nutzung dieser Maschinen konnte nur mit großem Kapitaleinsatz erfolgen, der von vielen kleinen, handwerklich arbeitenden Kleinunternehmern nicht geleistet werden konnte. Diese Entwicklung führte in vielen Branchen zu Großbetrieben, welche die seinerzeit gängigen Hausbetriebe und selbständigen Kleinbetriebe in der Folge sinkender Preise für Fabrik-Erzeugnisse aus vielen Bereichen verdrängten. Die damit einhergehende Notsituation von Handwerkern reichte bis weit in das 19. Jahrhundert hinein und ließ seinerzeit sogar Zweifel an der Notwendigkeit von Fabrikationsbetrieben aufkommen.

## Soziologie der Fabrik
Der Fabrikbetrieb verdrängte einerseits gewisse Gruppen an Produzenten, andererseits schuf er aber neben den produzierenden Fabrikarbeitern eine ganze Reihe weiterer Arbeitsfelder, beispielsweise Handelsvermittler, Techniker, Arbeitsplaner, Vorarbeiter, Meister, Aufseher und Beamte. Der Übergang von handwerklichen und agrarischen Produktionen zur fabrikmäßigen Fertigung war sozial folgenreich. Er verursachte u. a. folgende Veränderungen:
1. Wohnstätte und Arbeitsraum zu trennen
2. Der Arbeitsraum dient einzig dem Arbeitszweck
3. den Arbeitsablauf zu evolutionieren und zu routinieren

Im Zuge von Rationalisierung, Globalisierung und Automatisierung arbeiten in Westeuropa immer weniger Menschen in der Fabrik, und sie kommen in die Lage, durch Arbeitsverdichtung immer mehr Produkte in immer kürzerer Zeit herstellen zu müssen, zusammengefasst: die Produktivität lässt sich steigern.

## Siehe auch

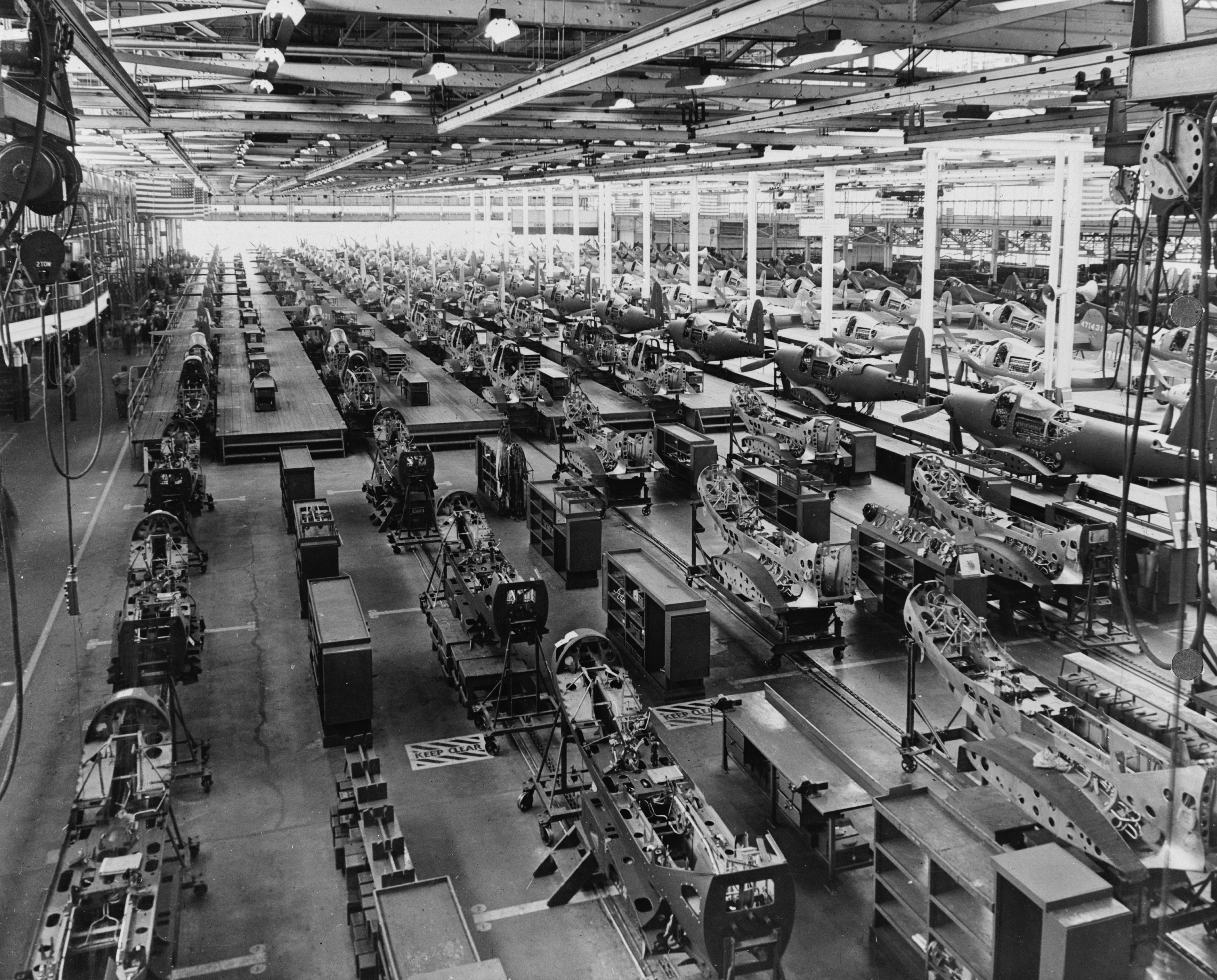
Montagewerk der Bell Aircraft Corporation in Wheatfield (New York). Abgebildet sind die Bell P-39 und die Bell P-63. Personen und Werkzeuge fehlen.

## Gesetzgebung
Informationen zur Gesetzgebung im Zusammenhang mit Fabriken sind u. a. unter Fabrikgesetz, Arbeitsschutz und Umweltschutz zu finden.